# جورج ليزلي لي
جورج ليزلي لي (بالإنجليزية: George Leslie Lee)‏ هو سياسي نيوزلندي، ولد في 1814، وتوفي في 15 سبتمبر 1897.